# Zagonski upravljalnik
Zagonski upravljalnik (angleško boot loader) je program, ki omogoča da v osebnem računalniku izberemo vrsto zagona. Zagonski upravljalnik se zažene še pred nalaganjem operacijskega sistema. Tako lahko imamo v računalniku več različnih različnih operacijskih sistemov ali pa drugačne nastavitve operacijskega sistem (npr, različnim uporabnikom omogočimo dostop do različnih enot zunanjega pomnilnika). Najbolj znani predstavniki zagonskih upravljalnikov so ELILO, BootMGR, NTLDR in GRUB.